# Tecelin Jaksch

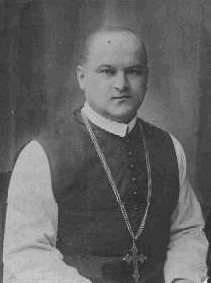
Tecelin Jaksch

Tecelin Jaksch OCist (eigentlicher Name Josef Jacksch; * 23. März 1885 in Haklovy Dvory (deutsch Hackelhöf), bei Budweis; † 23. Mai 1954 im Stift Rein) war 43. Abt des Klosters Hohenfurth (heute Vyšší Brod) sowie Administrator des Stiftes Rein.

## Leben

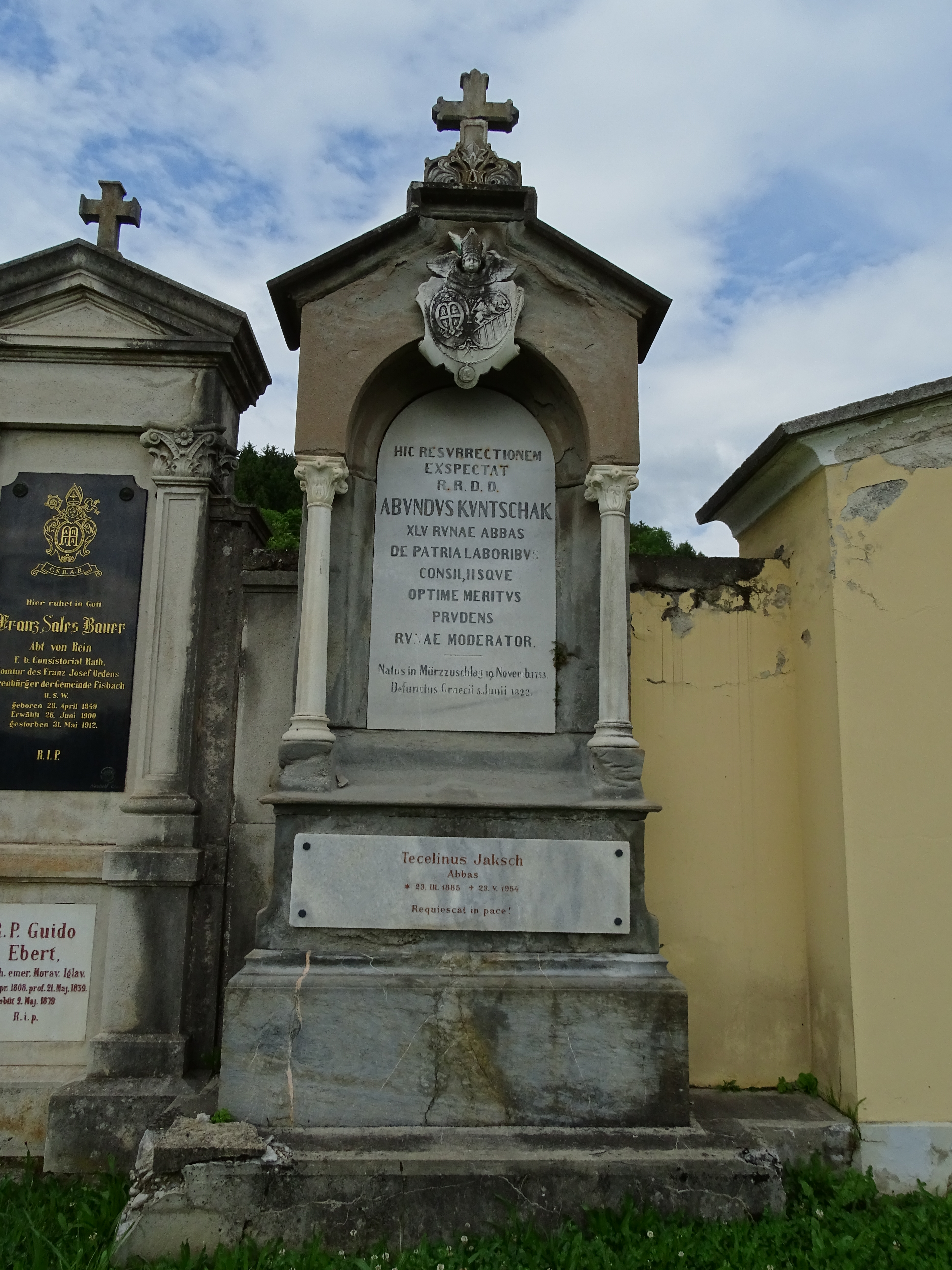
Das Grab von Abundus Kuntschak und Tecelin Jaksch am Friedhof Stift Rein-Eisbach.

Tecelin wuchs als achtes von insgesamt 13 Kindern auf dem Gutshof seiner Eltern auf. Das Gebiet um Haklovy Dvory wurde zu jener Zeit mehrheitlich von Tschechen bewohnt, es gab aber auch deutsche Sprachinseln. Jaksch wuchs zweisprachig auf. 1896 kam Jaksch an das k.k. deutsche Staatsgymnasium in Budweis. Nach der Reifeprüfung begann Jaksch am 20. August 1904 sein Noviziat im Kloster Hohenfurth und legte am 21. August 1905 seine Profess ab und erhielt den Ordensnamen Tecelin (Vater des hl. Bernhard von Clairvaux). Noch im selben Jahr begann er ein Theologiestudium an der Universität Innsbruck.
Eine Dispens aus Rom ermöglichte es Jaksch, am 19. April 1908 erst 23-jährig seine feierliche Profess vor Abt Bruno Pammer abzulegen, der ihm am 29. September 1906 auch die niederen Weihen spendete. Am 19. Juli wurde Jaksch Subdiakon, am 25. Juli Diakon und empfing am 26. Juli 1908 durch Diözesanbischof Franz Maria Doppelbauer in Linz die Priesterweihe. Am 2. August 1908 feierte Jaksch in der Abteikirche von Hohenfurth seine erste heilige Messe und kehrte anschließend nach Innsbruck zurück, um sein Studium zu vollenden. Seine erste Stelle als Kaplan trat er am 2. September 1909 in Přídolí an, wo er bis zu seiner Ernennung zum Kaplan von Boršov am 26. September 1911 blieb, da er Tschechisch sprach und die dortige Bevölkerung großteils tschechisch war.
Vom 24. Mai 1917 bis zum Ende des Ersten Weltkriegs diente Jaksch als Militärkurat in der österreichischen Armee im k.u.k. Infanterieregiment des Generals Claudius von Czibulka. Während seines Dienstes kam er nach Eger sowie an die Isonzofront und bekam 1918 das Geistliche Verdienstkreuz II. Kl. am weißroten Bande mit den Schwertern verliehen. Nach Kriegsende kehrte er in sein Heimatkloster zurück und wurde am 15. Januar 1919 erneut Kaplan in Boršov.
Nach dem Tode Abt Bruno Pammers am 22. November 1924 wurde P. Tecelin am 23. Mai 1925 mit absoluter Mehrheit zum 43. Abt des Klosters Vyšší Brod gewählt. Die Benediktion erfolgte am 4. Juni 1925 durch den Budweiser Diözesanbischof Šimon Bárta. Seine wichtigsten Anliegen waren die Verbesserung der wirtschaftlichen Situation des Klosters nach dem Ersten Weltkrieg sowie der Wiedererwerb der 1919 von der Tschechoslowakei beschlagnahmten Besitzungen des Klosters, was ihm auch teilweise gelang. Weiters ließ er auch das Kloster renovieren und teilweise modernisieren. Er begann auch mit Renovierungsarbeiten am damals baufälligen Kloster Zlatá Koruna. 1938 ließ Jaksch einige Kostbarkeiten des Klosters nach Prag vor den Deutschen Besatzern in Sicherheit bringen. Am 15. November 1938 wurde er vom Budweiser Bischof Šimon Bárta zum bischöflichen Kommissar des abgetrennten Teils der Diözese Budweis im Deutschen Reich ernannt.
Am 21. November 1938 wurde Jaksch nach einer Anzeige des Forstmeisters des Klosters von der Gestapo wegen seiner tschechenfreundlichen Haltung verhaftet und ins Gestapogefängnis nach Linz gebracht. Am 2. März 1939 wurde er in Český Krumlov wegen Verbrechen der Unzucht wider die Natur zu sechs Monaten Haft verurteilt. Nach seiner Entlassung am 20. Mai 1939 begab er sich nach Přídolí und von dort aus zu seinem Bruder nach Linz. Am 25. Mai 1939 wurde Jaksch erneut von der Gestapo verhaftet und man gewährte ihm zwei Tage, um seine Sachen im Kloster Vyšší Brod zu holen, da die Deutschen keinen tschechoslowakischen Staatsbürger als Oberhaupt des Klosters duldeten. Jaksch reiste am 1. Juni 1939 nach Budweis, wo er Unterkunft beim Bischof fand. Auf Anordnung der Gestapo hatte er am 6. Juli 1939 Budweis wieder zu verlassen und reiste über Prag in das Kloster Porta Coeli, wo er in der Propstei wohnte. 1940/41 musste er sich wöchentlich bei der Gestapozentrale in Brünn melden. Es ist bekannt, dass Jaksch ein Radio besaß, mit dem er so genannte "Feindsender", insbesondere amerikanische Nachrichten hörte, was zur damaligen Zeit mit dem Tode bestraft wurde. Zudem begab er sich häufig nach Budweis, wo er in Kontakt mit der Vereinigung Svaz národní revoluce trat. Jakschs Heimatkloster Vyšší Brod wurde am 17. April 1941 von der Linzer Gestapo besetzt und aufgelöst, die Mönche zum Militärdienst eingezogen oder in den Pfarren des Klosters Zuflucht fanden. Als am 5. Mai 1945 in Předklášteří zwei oder drei deutsche Soldaten erschossen wurden, sollten ungefähr 200 Einheimische hingerichtet werden. Jaksch handelte mit dem Befehlshaber der Deutschen aus, dass die Bestrafung in Arbeit beim Stellungsgraben umgewandelt wurde.
Nach dem Ende der deutschen Besatzung in der Tschechoslowakei begab sich Abt Tecelin Jaksch am 31. Mai 1945 nach Prag und verhandelte dort am 1. Juni die Rückgabe der enteigneten Besitzungen und Wiederherstellung des aufgelassenen Klosters Vyšší Brod, in das er am 18. Juni 1945 zurückkehrte. Ab 1946 wurde die deutsche Bevölkerung aus der Tschechoslowakei ausgewiesen, was auch die deutschsprachigen Mönche des Klosters betraf. Die ersten deutschen Mönche verließen im Lauf des Jahres 1946 Vyšší Brod und fuhren über Heiligenkreuz nach Stift Rein in der Steiermark. Jaksch versuchte, einen tschechischen Konvent einzurichten und für deutsche Bewerber sowie für sich selber die tschechoslowakische Staatsbürgerschaft zu bekommen. Seine Versuche scheiterten jedoch, und der Lokalnationalausschuss setzte sich zum Ziel, Jaksch des Landes zu verweisen. Am 19. November 1947 wurde Jaksch von der Polizei einem Verhör wegen angeblicher antistaatlicher Aktionen unterzogen. Am 17. Dezember 1947 kam es zu einer Wohnungsdurchsuchung und am 5. Februar 1948 zu einem erneuten Verhör. Das Zawischkreuz des Klosters wurde am 5. Februar 1948 von Jaksch dem Budweiser Bischof Josef Hlouch zur sicheren Verwahrung übergeben.
Ende Februar 1948 wurde Jaksch erneut aufgefordert die deutschen Mitbrüder aus dem Kloster zu schicken. Nachdem die kommunistische Partei in der Tschechoslowakei die Macht ergriff, versicherte Jaksch am 1. März 1947, dass die deutschen Mönche das Kloster bald verlassen würden und dass er auf die Verwaltung der klösterlichen Wirtschaft verzichte. Die deutschen Mönche verließen das Kloster am 10. April und fanden in den Stiften Heiligenkreuz, Schlierbach, Wilhering und Zwettl in Österreich Zuflucht. Da Jaksch eine Verhaftung fürchtete, bereitete er die Ausreise nach Österreich vor. Am 5. April erlaubte der Bezirksnationalausschuss in Kaplice zwar nicht die Ausreise, wohl aber die Übersiedlung in ein Kloster nach Prag. Jaksch wählte die Kreuzherren, musste aber am 15. April wegen seiner angeblichen faschistischen Haltung in das Kloster Porta Coeli übersiedeln. Einem erneuten Antrag auf die Ausreise nach Österreich wurde am 18. Juni 1948 stattgegeben, unter der Voraussetzung, dass Jaksch aus der tschechischen Kirche entlassen werde. Die Entlassung erfolgte durch Bischof Josef Hlouch am 24. Juni. Zwei Tage später verließ Jaksch die Tschechoslowakei und traf sich in Bad Leonfelden mit ehemaligen Mitbrüdern aus Vyšší Brod. Der Abtpräses der Österreichischen Zisterzienserkongregation bot Jaksch das Amt eines Administrators im Stift Rein an, nachdem der in einer Abtwahl am 23. März 1939 gewählte Friedrich Pfenningbauer das Amt krankheitsbedingt nicht antreten konnte. Jaksch weigerte sich zuerst und wollte die Leitung des Wallfahrtsortes Maria Taferl übernehmen. Erst nachdem Jaksch im Juli 1949 schwer erkrankte, ihm die Milz entfernt werden musste, mehrere Tage mit starkem Fieber im Bett lag und die Genesung als ein Zeichen Gottes deutete, entschied er sich, die Führung des Stiftes Rein zu übernehmen. Am 29. September 1949 beschloss das Kapitel von Rein einstimmig die Einsetzung von Jaksch als Administrator, das er auch am 20. November annahm. Da er den Titel eines Abtes von Vyšší Brod nicht ablegen wollte, konnte er nicht als Abt von Rein gewählt werden, weshalb er das Amt eines Abt-Administrators ausübte.
Bereits kurz nach seinem Amtsantritt begann Jaksch mit der Renovierung des Stiftes, wofür er unter anderem das Stiftsgut Rohr bei Wildon verkaufte, um an Geld zu kommen. Bis September 1951 waren ein Großteil der Renovierungsarbeiten abgeschlossen. In seinen beiden letzten Lebensjahren hatte Jaksch mit Erkrankungen zu kämpfen. Hinzu kamen Spannungen zwischen den Reiner Mönchen und den Mönchen aus Vyšší Brod, die einige Monate vor Jakschs Tod einen Höhepunkt erreichten. Im Januar 1954 wurde Jaksch wegen akuter Blutarmut im Krankenhaus der Barmherzigen Schwestern in Linz behandelt. Am 28. Februar 1954 überreichte ihm der Grazer Weihbischof Leo Pietsch das Ernennungsdekret zum bischöflichen Konsistorialrat. Sein angegriffener Gesundheitszustand hinderte ihn, sein Amt weiter auszuüben. Aufgrund von Gelbsucht wurde der in das Krankenhaus der Barmherzigen Brüder in Graz eingewiesen. Nach seiner Rückkehr ins Stift verstarb Jaksch am Vormittag des 23. Mai 1954 an plötzlich aufgetretenen inneren Blutungen. Er wurde am 26. Mai 1954 auf dem Gemeindefriedhof von Eisbach unter Beisein zahlreicher kirchlicher und weltlicher Würdenträger beerdigt.